# Aeroporto di Zuara
L'Aeroporto di Zuara è un aeroporto civile libico situato a Zuara in Libia. (IATA: WAX, ICAO: HLZW).

## Storia
Nel settembre 1916 la Squadriglia di Tripoli del Corpo Aeronautico dotata di Farman 14 crea un campo volo distaccato a Zuara e nel dicembre 1918 la 104ª Squadriglia è inquadrata come squadriglia Mista Farman di Bengasi con una Sezione a Zuara rimanendo anche nel dopoguerra per il presidio e la riconquista della colonia.
Dal 20 novembre 1942 arrivano la 122ª Squadriglia e la 136ª Squadriglia della Regia Aeronautica che restano fino alla metà di gennaio 1943.